# Andreï Solomatine
Pour les articles homonymes, voir Solomatine.
Andreï Iourievitch Solomatine (en russe : Андрей Юрьевич Соломатин), né le 9 septembre 1975 à Moscou, est un footballeur russe. Il jouait au poste de défenseur.

## Biographie
Il a joué 13 matchs pour l'équipe nationale russe et a participé à la Coupe du Monde de la FIFA 2002.
En août 2023, Andreï Solomatine a annoncé qu'il rejoignait le bataillon Espanola des forces militaires russes en tant que volontaire pour participer à l'offensive contre l'Ukraine.

## Palmarès
Lokomotiv Moscou
- Vice-champion de Russie en 1999, 2000 et 2001.
- Vainqueur de la Coupe de Russie en 1996, 1997 et 2000.

 CSKA Moscou
- Champion de Russie en 2003.
- Vainqueur de la Coupe de Russie en 2002.